# 姜超
姜超（1975年3月19日—），祖籍山东威海，出生于吉林長春，汉族，中国男演员、主持人。

## 主要经历
姜超1975年3月19日出生于吉林长春；1988年，随父母迁居辽宁大连；1992年，考入空军政治话剧团学员班，成为一名文艺兵。
1994年，首次参演电视剧《三国演义》，饰演魏续。然而，这个角色并未使他获得成功。此后的七年里，姜超多在剧团内干杂活，靠每月几百元工资勉强度日，偶尔接些配音工作补贴生活。
1999年，在空政话剧团话剧《和平之翼》中代替洪剑涛出演男三号黑塔，获导演尚敬认可。接着，参演尚敬执导的电视剧《炊事班的故事》系列、《健康快车》、《武林外传》、《房前屋后》、《卫生队的故事》、《都市六人行》、《大学生士兵的故事》系列；尤以《炊事班的故事》系列、《武林外传》最为成功，姜超也因“炊事班”的小姜、“同福客栈”的李大嘴，这两个经典角色而广为人知。
姜超也是郭德纲作品的常客，两人合作过《追着幸福跑》、《清官巧断家务事》、《三笑之才子佳人》等逾十部影视剧。
2020年，在网络剧《龙岭迷窟》中出演主角团之一王胖子；此后，继续在网络剧《云南虫谷》、《昆仑神宫》、《巫峡棺山》、《南海归墟》中饰演这一角色。

## 演出作品
电影
- 《能人于四》（1999年）饰 于柱子
- 《大沙暴》（2000年）饰 石磊
- 《公鸡打鸣，母鸡下蛋》（2000年）饰 刘金山
- 《翻身》（2001年）饰 二根
- 《的士夜话》（2007年）饰 贵生
- 《八月一日》（2007年）饰 贺龙厨师
- 《大话股神》（2007年）饰 黑子
- 《追爱总动员》（2007年）饰 大壮
- 《重庆美女》（2008年）饰 马大狗
- 《阳光使命》（2009年）
- 《火星没事》（2009年）饰 烤白薯小贩
- 《大胃王》（2009年）饰 无名
- 《天下太忙》（2009年）饰 秦文丈夫
- 《隋朝来客》（2009年）饰 沙悟净
- 《妙濛的日子》（2009年）饰 郦国庆
- 《火星宝贝之火星没事》（2009年）饰 煮玉米小贩
- 《天降横彩》（2010年）饰 刘大头
- 《盗版爱情》（2010年）饰 阿三
- 《三笑之才子佳人》（2010年）饰 老夫子
- 《小题大做》 (2010年) 饰 孕妇丈夫
- 《我的美女老板》（2010年）饰 大雄原公司老板
- 《房不剩防》（2011年）饰 保安
- 《武林外传》（2011年）饰 李大嘴
- 《今天我出警》（2012年）饰 蒲一兵
- 《我和你》（2012年）饰 水库管理员
- 《刺客》（2012年）饰 楚王
- 《南方大冰雪》（2012年）饰 赵多福
- 《4B青年之4楼B座》（2013年）饰 男老板
- 《神通佛影》（2014年）饰 刘宝
- 《勿忘初心》（2015年）
- 《恋恋北京》（2016年）
- 《这都不是事之二爷的阵地》（2016年）
- 《一夜危机》（2016年）
- 《大唐玄奘》（2016年）饰 伊吾国王
- 《不良女主播》（2016年）
- 《小熊的夏天》（2016年）
- 《神笔马娘》（2016年）
- 《娱乐追击》（2016年）饰 Peter牛
- 《恋爱向前冲》（2016年）饰 王大米
- 《先锋之那时青春》（2016年）饰 黄县长
- 《黄粱一梦》（2017年）
- 《相声大电影之我要幸福》（2017年）饰 姜魁
- 《巨额来电》（2017年）饰 表哥
- 《石破添惊》（2018年）
- 《无法触碰的爱》（2018年）
- 《地下凶猛》（2018年）
- 《深海巨妖》（2018年）
- 《爱+100年》（2018年）
- 《捉妖记2》（2018年）饰 杂耍人（客串）
- 《奇葩朵朵》（2018年）饰 物理教授
- 《我要上头条》（2019年）饰 票经理
- 《爱笑种梦室之白蛇传说》（2019年）
- 《妖宴长安》（2019年）
- 《西溪传奇》（2019年）
- 《极速钱进》（2020年）
- 《杀无赦第二季I救赎》（2020年）饰 路边摊老板
- 《杀无赦第二季II同盟》（2020年）
- 《杀无赦第二季III重生》（2020年）
- 《赤狐书生》（2020年）饰 朱掌柜
- 《九条命》（2020年）
- 《冒牌大保镖》（2021年）饰 播音员
- 《七月的舞步》（2021年）饰 播音员
- 《末日救援》（2021年）饰 朱老大
- 《曾经相爱的我们》（又名：北京爱情图鉴、北京晚九朝五）（2021年）饰 雷子
- 《大蛇3：龙蛇之战》（2022年）
- 《开棺》（2022年）
- 《摸金之诡棺伏军》（2022年）饰 老道士
- 《危机航线》（2023年）
- 《阿龙》（2025年）

电视剧
- 《三国演义》（1994年）饰 魏续
- 《校园先锋》（1996年）饰 朱小
- 《红颜往事》（又名：月落长江）（2000年）饰 来福
- 《结婚十年》（2002年）饰 小罗
- 《炊事班的故事》（2003年）饰 小姜
- 《老威的X计划》（2003年）饰 假迈克
- 《健康快车》（2004年）饰 小赖
- 《炊事班的故事2》（2004年）饰 小姜
- 《老威的X计划3》（2004年）饰 姜满堂
- 《美丽的草原我的家》（2004年）饰 二彪子
- 《家有儿女》（2005年）饰 阿峰
- 《爱梦电影》（2006年）
- 《小房东》（2006年）饰 阮小三
- 《垂直打击》（2006年）饰 地痞
- 《幸福地铁站》（2006年）
- 《武林外传》（2006年）饰 李大嘴
- 《老威的X计划4》（2006年）饰 姜满堂
- 《传奇皇帝朱元璋》（2006）饰 钱大
- 《女人本色》（2007年） 饰 钟明丽
- 《前街后坊》（2007年）
- 《房前屋后》（2007年）饰 学校门卫
- 《拯救任务》（又名：爱在威虎山、虎峰岭传奇）（2007年）饰 二獾子
- 《谍战古山塘》（2007年）饰 李斌
- 《追着幸福跑》（2007年）饰 胖头于
- 《清凌凌的水蓝莹莹的天》（2007年）饰 钱二宝
- 《转角遇到爱》（2007年）饰 包车仁
- 《沁源围困战》（2007年）饰 松本
- 《炊事班的故事3》（2007年）饰 小姜
- 《阳光别墅》（2008年）饰 李百万
- 《和你一起飞》（2008年）饰 徐海平
- 《都市六人行》（2008年）饰 李志诚
- 《华容道》（2008年）饰 胡文成
- 《清官巧断家务事》（2008年）饰 鲍瑜
- 《马警长的故事》（2008年）饰 大徐
- 《鸡毛蒜皮没小事》（2008年）饰 姜天意
- 《家有儿女新传》（2008年）饰 吴大力
- 《乐活家庭》（2009年）饰二愣子
- 《派出所的故事》（2009年）饰 姜涛
- 《卫生队的故事》（2009年）饰 小姜
- 《中国古代爱情故事新编》（2009年）饰 马文才
- 《清凌凌的水蓝莹莹的天2》（2009年）饰 钱二宝
- 《古今六人行》（2010年）
- 《郭县令轶事》（又名：清官巧断家务事2）（2010年）饰 鲍瑜
- 《乐活家庭2》（2010年）饰 二愣子
- 《知县叶光明》（2010年）饰 佟小大
- 《鸡毛蒜皮没小事2》（2010年）饰 姜天意
- 《圆圆的故事》（2010年）饰 郭旭
- 《土匪传奇》（2010年）饰 王十一
- 《张小五的春天》（2010年）饰 保安队长
- 《呼叫大明星》(2010年）饰 史特龍
- 《六点开心帮》（2010年）饰 祖青烟
- 《准妈妈四重奏》（2010年）饰 大斌子
- 《朋友一场》（2010年）饰 李奎
- 《欢喜冤家》（2011年）饰 贾殷勤
- 《侠隐记》（2011年）饰 朱由校
- 《三十里铺》（2011年）饰 陆新杨
- 《相亲相爱》（2011年）饰 冯海
- 《剩女突围记》（2011年）饰 陶飞
- 《夏妍的秋天》（2011年）饰 奔弛男
- 《幸福的旅程》（2011年）饰 贾殷勤
- 《我是大侦探》（2011年）饰 二赖子
- 《摩登新人類》（2011年）饰 华仔
- 《淘气包马小跳》（2011年）饰 毛超爸爸
- 《大学生士兵的故事》（2011年）饰 姜老兵
- 《大学生士兵的故事2》（2012年）饰 姜老兵
- 《大掌门》（2012年）饰 杨德中
- 《喜事连连：剩男相亲记》（2012年）饰 陶飞
- 《火红的日子》（2013年）饰 刘文高
- 《我要当空姐》（2013年）饰 VC孙
- 《年画》（2013年）饰 杨德中
- 《七月餐厅》（2013年）饰 大勇
- 《幸福满满》（2013年）饰 李秋来
- 《石榴红了》（2013年）饰 刘文高
- 《飞向未来》（2013年）饰 归国华侨
- 《玫瑰炒肉丝》（2013年）饰 姜成功
- 《龙门村的故事》（2013年）饰 邻村村长
- 《胭脂霸王》（2013年）饰 吴杵子
- 《大明按察使》（2013年）饰 毛屠夫
- 《失恋33天》（2013年）饰 马来貘（客串）
- 《赖汉的幸福指数》（2013年）饰 贾旺财
- 《皮五传奇》（又名：痞子传奇、嬉皮侠心）（2013年）客串
- 《囧爸的爱情生活》（又名：奶爸的爱情生活》（2014年）饰 杜捐
- 《好想好想爱上你》（2015年）饰 唐胖子（客串）
- 《爱情上上签》（2015年）饰 黄凯文
- 《青年旅社》（又名：神奇客栈）（2015年）
- 《大话红娘》（2015年）饰 托尼
- 《龙号机车》（2016年）饰 欧叶
- 《守婚》（2016年）饰 王建国
- 《小饭桌的故事》（2016年）饰 李志伟
- 《爱笑种梦师》（2017年）饰 余则成
- 《伙头军客栈》（2017年）饰 姜大雷
- 《新大头儿子和小头爸爸》（2018年）
- 《密查》（2018年）饰 洪老五
- 《尖刀之风雷诀》（2019年）
- 《龙岭迷窟》(网络剧)（2020年）饰 王胖子
- 《在一起》（2020年）饰 陈飞
- 《云南虫谷》（网络剧）（2021年）饰 王胖子
- 《假日暖洋洋2》（2022年）饰 程荞
- 《星汉灿烂·月升沧海》（2022年）
- 《昆仑神宫》（网络剧）（2022年）饰 王胖子
- 《加油吧！程序员》（网络剧）（2023年）饰 龐大師
- 《北斗行动》 （2018年拍攝）（2023年）饰 李文博
- 《南海归墟》（网络剧）（2023年）饰 王胖子
- 《欢乐英雄之少侠外传》（2018年拍攝）（2024年）饰 神駝子
- 《谢谢你温暖我》（2024年）饰 安和贵
- 《天行健》（网络剧）（2024年）饰 師爺
- 《山花烂漫时》（2024年）饰 马永强
- 《大河之水》（2025年）饰 齐岱远
- 《诡迷心笑》（2025年）（网络短剧）饰
- 《锦月如歌》（网络剧）（2025年）饰 孙祥福
- 《醉梦》（网络剧）（待播)
- 《隐身的名字》（网络剧）
- 《玉茗茶骨》（网络剧）（待播)饰 刘本
- 《月满梧桐》（2016年拍攝）（待播)饰 祁春海

配音
- 《康熙微服私访记2》（单元：霞帔记）（1998年）配音 郭千、小苦人、刘二、洪秀才、十足楼掌柜
- 《武林外传》（动画剧集）（2010年）配音 李大嘴

话剧
- 《豪情盖天》饰 马中仁
- 《和平之翼》饰 黑塔
- 《湘江湘江》

## 综艺节目
主持
- 北京卫视：《魅力饮食》（嘉宾主持）、《同乐园》
- 中央电视台少儿频道：《风车棒棒糖》
- 贵州卫视：《今夜你最Q》

参与
- 2012年：《天天向上》
- 2013年：《两天一夜》第一季（常驻嘉宾）
- 2016年：《王牌对王牌》
- 2016年：《中华好诗词》第四季
- 2020年：《快乐大本营》

## 音乐作品
- 《救救我》（2008年）
- 《武林英雄传》（2008年）
- 《拼GO》（2010年）（合唱：周依晨）
- 《什么是云南虫谷》（网络剧《云南虫谷》推广曲）（2021年）（合唱：潘粤明、张雨绮）

## 获奖情况
- 2003年，第十六届金星奖集体优秀演员奖（电视剧《炊事班的故事》）。
- 2009年，《星光魔范生》第一季季军。
- 2010年，《风尚盛典》观众投票“最具时尚突破男演员奖”。
- 2011年，北京论坛公益晚会“艺术家典范人物奖”。
- 2014年，第六届新农村电视艺术节最佳男主角奖（电视剧《石榴红了》）。
- 2014年，《时尚TOP》时尚盛典“最受观众喜爱电视剧男演员奖”。

## 社会活动
- 2021年12月29日，当选中国电视艺术家协会第三届演员工作委员会委员。